# Bernhard Heimkes

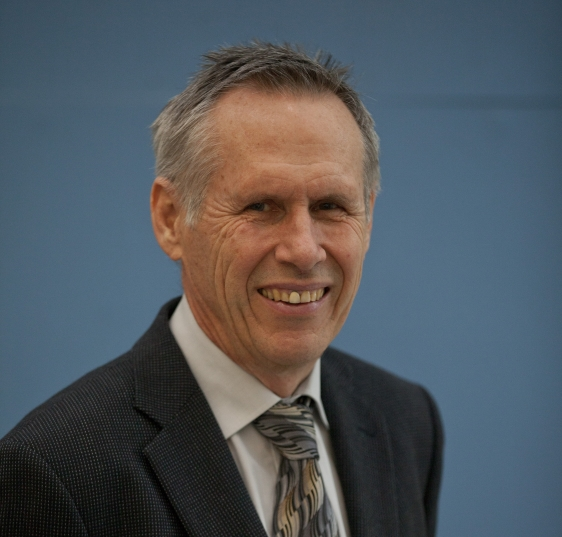
Bernhard Heimkes, 2016

Bernhard Heimkes (* 11. Mai 1950 in München) ist ein deutscher Mediziner.

## Leben
Heimkes wuchs in München auf und besuchte das Albert-Einstein-Gymnasium, welches er 1969 mit dem Abitur verließ. In der Zeit von 1971 bis 1979 studierte er an der Ludwig-Maximilians-Universität München Physik und Humanmedizin. Seine Dissertation mit dem Thema Die Overheadextension in der konservativen Behandlung der sog. angeborenen Hüftluxation absolvierte er an der Orthopädischen Poliklinik Innenstadt der Universität München. Von 1979 bis 1980 war Heimkes Chirurgischer Assistenzarzt in der Diakonissenanstalt München und im Kreiskrankenhaus Fürstenfeldbruck. 1980 wechselte er an das Klinikum der Universität München, wo er in Folge in der Orthopädischen Poliklinik Innenstadt und in der Staatlichen Orthopädischen Klinik München als Assistenzarzt tätig war. Die Facharztanerkennung und Ernennung zum Oberarzt der Orthopädischen Poliklinik Innenstadt wurde 1985 ausgesprochen. Es folgte 1992 die Habilitation mit dem Thema Beitrag zum Wachstum des koxalen Femurendes. Nach einem zweijährigen Orthopädischen Konsiliardienst im Klinikum Innenstadt der Universität München mit gleichzeitiger operativer Tätigkeit im Klinikum Großhadern wurde Heimkes 1999 Leiter des Schwerpunktes Kinderorthopädie im Klinikum Schwabing in München. Von 2003 bis 2015 stand er dem Schwerpunkt Kinderorthopädie an der Klinik und Poliklinik für Orthopädie, Physikalische Medizin und Rehabilitation (Direktor: Volkmar Jansson) im Klinikum der Universität München, Campus Großhadern vor. Aufgrund seiner Leistungen in Forschung und Lehre wurde er dort im Jahr 2005 zum außerplanmäßigen Professor ernannt. Von 2015 bis 2020 war er Ärztlicher Vorstand des Integrationszentrums für Cerebralparesen (Stiftung ICP München) und von 2016 bis Ende November 2019 Leiter der Sektion Kinderorthopädie in der Klinik für Kinderchirurgie, Klinikum Dritter Orden, München, wo er weiterhin ärztlich tätig ist.

## Schwerpunkte
Klinische Schwerpunkte von Heimkes sind die konservative und operative Therapie kindlicher Hüfterkrankungen sowie neuroorthopädische Erkrankungen mit Schwerpunkt Zerebralparese.
Forschungsschwerpunkte sind die Allgemeine Mechanobiologie, die Biomechanik der kindlichen Hüfte, das physiologische und pathologische Wachstum der Hüfte, operative Verfahren an der kindlichen Hüfte, sowie die Neuroorthopädie mit Schwerpunkt Zerebralparese. Ab dem Jahre 1992 entwickelte er mit dem Anatomen Peter Posel und dem Biomechaniker Wolfgang Plitz das sog. Bündelpfeiler-Konzept (engl.: clustered-pillar concept), in dem die Kräfteverteilung am Hüftgelenk neu berechnet und die Form und Struktur des Hüftgelenkes stringenter als bisher erklärt werden kann. Mit den Ergebnissen konnte die traditionelle Vorstellung falsifiziert werden, dass Knochen Zugtrabekel ausbilden würden. Zur Behandlung der Hüftdysplasie entwickelte er ab 2002 eine Modifikation der Salter-Osteotomie, welche erlaubt, diese primär bei Kindern und Jugendlichen angewandte Form der Beckenosteotomie auch bei Erwachsenen anzuwenden. Zuletzt beschäftigte er sich mit dem Problem des sagittalen Alignments, insbesondere mit den Auswirkungen auf das Becken und das Hüftgelenk.

## Funktionen
Heimkes ist Dozent der Donau-Universität Krems im Universitätslehrgang Neuroorthopädie - Disability Management.
Er gehört dem Editorial Board des Journal of Children’s Orthopaedics an.

## Publikationen (Auswahl)

### Monografien
- Die Overheadextension in der konservativen Behandlung der sogenannten angeborenen Hüftluxation: Vergleich mit den Ergebnissen der klassisch-konservativen Reposition in Narkose unter besonderer Berücksichtigung der Hüftkopfnekroserate. Dissertation. Universität München, 1982, DNB 830033548.
- Beitrag zum Wachstum des koxalen Femurendes. Habil.-Schrift. 1992.

### Herausgeberschaft
Heimkes gab von 1990 bis 2003 die 6. bis 15. Auflage der Aufgabensammlung Orthopädie in der Reihe Original-Prüfungsfragen mit Kommentar GK 3  heraus. Zuletzt erschien:
- Orthopädie: Original-Prüfungsfragen mit Kommentar GK 3. 15. Auflage. Thieme, Stuttgart 2003, ISBN 978-3-13-112944-4 (Stand: Frühjahr 2003).

### Artikel
- B. Heimkes, P. Posel, M. Bolkart: The transgluteal approaches to the hip. In: Archives of Orthopaedic and Trauma Surgery. Band 11, Heft 4, 1992, S. 220–223, PMID 1622712
- B. Heimkes, P. Posel, R. Esterl: Untersuchungen zur Implantationstechnik von Tumor- und Krückstockprothesen. In: Der Unfallchirurg. Band 95, Heft 5, 1992, S. 236–239, PMID 1604333
- B. Heimkes, S. Stotz, T. Heid: Pathogenese und Prävention der spastischen Hüftluxation. In: Zeitschrift für Orthopädie und ihre Grenzgebiete. Band 130, Heft 5, 1992, S. 413–418, PMID 1462702
- B. Heimkes, P.Posel, W.Plitz, V. Jansson: Forces acting on the juvenile hip joint in the one-legged stance. In: Journal of Pediatric Orthopaedics. Band 13, Heft 4, 1993, S. 431–436, PMID 8370775
- B. Heimkes, P. Posel, W. Plitz, M. Zimmer: Die altersabhängige Kräfteverteilung am koxalen Femurende des normal wachsenden Kindes. In: Zeitschrift für Orthopädie und ihre Grenzgebiete. Band 135; Heft 1, 1997, S. 17–23, PMID 9199067
- B. Heimkes, K. Engert, S. Stotz: Verpflanzung der Sehne des Musculus psoas auf den abgelösten Ursprung des Musculus rectus femoris bei infantiler Zerebralparese. In: Operative Orthopädie und Traumatologie. Band 11, Heft 3, 1999, S. 197–210, doi:10.1007/BF02593980, PMID 27520345
- J.G. Bemmerl, B. Heimkes: Neuromuscular function and radioanatomical form of the myelomeningocele hip. In: Journal of Pediatric Orthopaedics B. Band 9, Heft 1, 2000, S. 34–39, PMID 10647107
- T.K. Lichtinger, B. Heimkes: Reconstruction of the greater trochanter with an allograft after resection of a giant cell tumor. In: Archives of Orthopaedic and Trauma Surgery. Band 124, Heft 10, 2004, S. 715–717, PMID 15602678
- T.P. Skuban, T. Vogel, A. Baur-Melnyk, V. Jansson, B. Heimkes: Function-orientated structural analysis of the proximal human femur. In: Cells Tissues Organs. Band 190, Heft 5, 2009, S. 247–255, doi:10.1159/000210065, PMID 19321950
- B. Heimkes, M. Komm, C. Melcher: Die subtrochantäre End-zu-Seit-Valgisation zur Therapie der schweren kindlichen Coxa vara. In: Operative Orthopädie und Traumatologie. Band 21, Heft 1, 2009, S. 97–111, doi:10.1007/s00064-009-1609-7, PMID 19326071
- C. Birkenmaier, G. Jorysz, V. Jansson, B Heimkes: Normal development of the hip: a geometrical analysis based on planimetric radiography. In: Journal of Pediatric Orthopaedics B. Band 19, Heft 1, 2010, S. 1–8, doi:10.1097/BPB.0b013e32832f5aeb, PMID 19829156
- A. Steinbrueck, S. Hocke, B. Heimkes: Apophyseolysis of the greater trochanter through excessive sports: a case report. In: The American Journal of Sports Medicine. Band 39, Heft 1, 2011, S. 195–198, doi:10.1177/0363546510382209, PMID 20929938
- B. Heimkes, K. Martignoni, S. Utzschneider, S. Stotz: Soft tissue release of the spastic hip by psoas-rectus transfer and adductor tenotomy for longterm functional improvement and prevention of hip dislocation. In: Journal of Pediatric Orthopaedics B. Band 20, Heft 4, 2011, S. 212–221, doi:10.1097/BPB.0b013e328344c529, PMID 21659955
- M. Tedeus, B. Heimkes: Long-term result after femoral head substitution in postinfectious aplasia of the femoral head. In: Journal of Children’s Orthopaedics. Band 5, Heft 5, 2011, S. 351–355, doi:10.1007/s11832-011-0363-1, PMID 23024726, PMC 3179530 (freier Volltext).
- A. Hölzer, C. Schröder, M. Woiczinski, P. Sadoghi, A. Scharpf, B. Heimkes, V. Jansson: Subject-specific finite element simulation of the human femur considering inhomogeneous material properties: a straightforward method and convergence study. In: Computer Methods and Programs in Biomedicine. Band 110, Heft 1, 2013, S. 82–88, doi:10.1016/j.cmpb.2012.09.010, PMID 23084242
- C.M. Günther, M. Komm, V. Jansson, B. Heimkes: Midterm results after subtrochanteric end-to-side valgization osteotomy in severe infantile coxa vara. In: Journal of Pediatric Orthopaedics. Band 33, Heft 4; 2013, S. 353–60, doi:10.1097/BPO.0b013e3182812194, PMID 23653021
- B. Heimkes: Erkrankungen des kindlichen Hüftgelenks. Hüftentwicklung – diagnostische und therapeutische Prinzipien. In: Monatsschrift Kinderheilkunde. Band 161, Heft 4; 2013, S. 355–68, doi:10.1007/s00112-013-2875-x
- A. Sallam, C.M. Ziegler, V. Jansson, B. Heimkes: The underused hip in ipsi-laterally orthotics-dependent children. In: Journal of Children’s Orthopaedics. Band 9, Heft 4, 2015, S. 255–62, doi:10.1007/s11832-015-0667-7, PMID 26141311
- S. Utzschneider, C. Chita, A. C. Paulus, C. Guenther, V. Jansson, B. Heimkes: Discrepancy between sonographic and radiographic values after ultrasound-monitored treatment of developemental dysplasia of the hip. In: Arch. Med. Sci." Band 12, Heft 1, 2016, S. 145–149. doi:10.5114/aoms.2016.57590
- B. Heimkes: Die großen Apophysen. Funktionelle Beanspruchung und Bedeutung. In: Der Orthopäde. Band 45, Heft 3, 2016, S. 206–212, doi:10.1007/s00132-016-3222-4, PMID 26846411
- B. Heimkes, F. Schmidutz, J. Rösner, V. Frimberger, P. Weber: Modifizierte Salter-Innominatum-Osteotomie für Erwachsene. In: Operative Orthopädie und Traumatologie, Band 30, Heft 6, 2018, S. 457–468, doi:10.1007/s00064-018-0560-x, PMID 30194642
- B. Heimkes, V. Wegener, C. Birkenmaier, CM. Ziegler: Physiologic and Pathologic Development of the Infantile and Adolescent Hip Joint: Descriptive and Functional Aspects. In: Seminars in Musculoskeletal Radiology, Band 23, Heft 5, 2019, S. 477–488, doi:10.1055/s-0039-1693975, PMID 31556083
- B. Heimkes: Funktionelle Anatomie und Biomechanik des Hüftgelenks. In: M. Engelhardt, M. Raschke (Hrsg.): Orthopädie und Unfallchirurgie, 2020, doi:10.1007/978-3-642-54673-0_93-1
- B. Heimkes: Grundprinzipien der funktionellen Anatomie und Biomechanik des Haltungs- und Bewegungsorgans. In: W. M. Strobl, N. Schikora, E. Pitz, C. Abel (Hrsg.): Neuroorthopädie - Disability Management, 2021, Springer, Berlin, Heidelberg. doi:10.1007/978-3-662-61330-6_3.
- Z. M. Ziegler, K. M. Ertl, M. Delius, K. M. Foerster, A. Crispin, F. Wagner, B. Heimkes: Clinical examination and patients’ history are not suitable for neonatal hip screening. In: J. Child Orthop. Band 16, Heft 1, 2022, S. 19–26. doi:10.1177/18632521221080472.
- B. Heimkes, N. Berger, V. Frimberger: Lumbo-pelvino-azetabuläres Alignment – Grundlagen und klinische Konsequenzen. In: Die Orthopädie. Band 51, Heft 12, 2022, S. 962–968. doi:10.1007/s00132-022-04321-x.
- B. Heimkes, N. Berger, V. Frimberger: Klinische Aspekte zur Bildgebung der kindlichen und adoleszenten Hüfte. In: Radiologie, Band 63, 2023, S. 715–721. https://doi.org/10.1007/s00117-023-01202-y44.
- F. Wagner, B. Weiß, B.M. Holzapfel, C.M. Ziegler, B. Heimkes: Functional adaptation after femoral intertrochanteric valgus osteotomy in Legg–Calvé–Perthes disease. In: Scientific Reports, 2023, Band 13, Heft 1, 20538. doi:10.1038/s41598-023-45749-1.
- C.M. Ziegler, F. Wagner, K. Alleborn, T. Geith,  B.M. Holzapfel, B. Heimkes: Muscle forces acting on the greater trochanter lead to a dorsal warping of the apophyseal growth plate. In: Journal of Anatomy, 2024, Band 244, S. 63–74. doi:10.1111/joa.13944